# Cracking Art
La Cracking Art è un movimento artistico conosciuto per la creazione di installazioni urbane caratterizzate da animali giganti in plastica colorata rigenerata.

## Storia

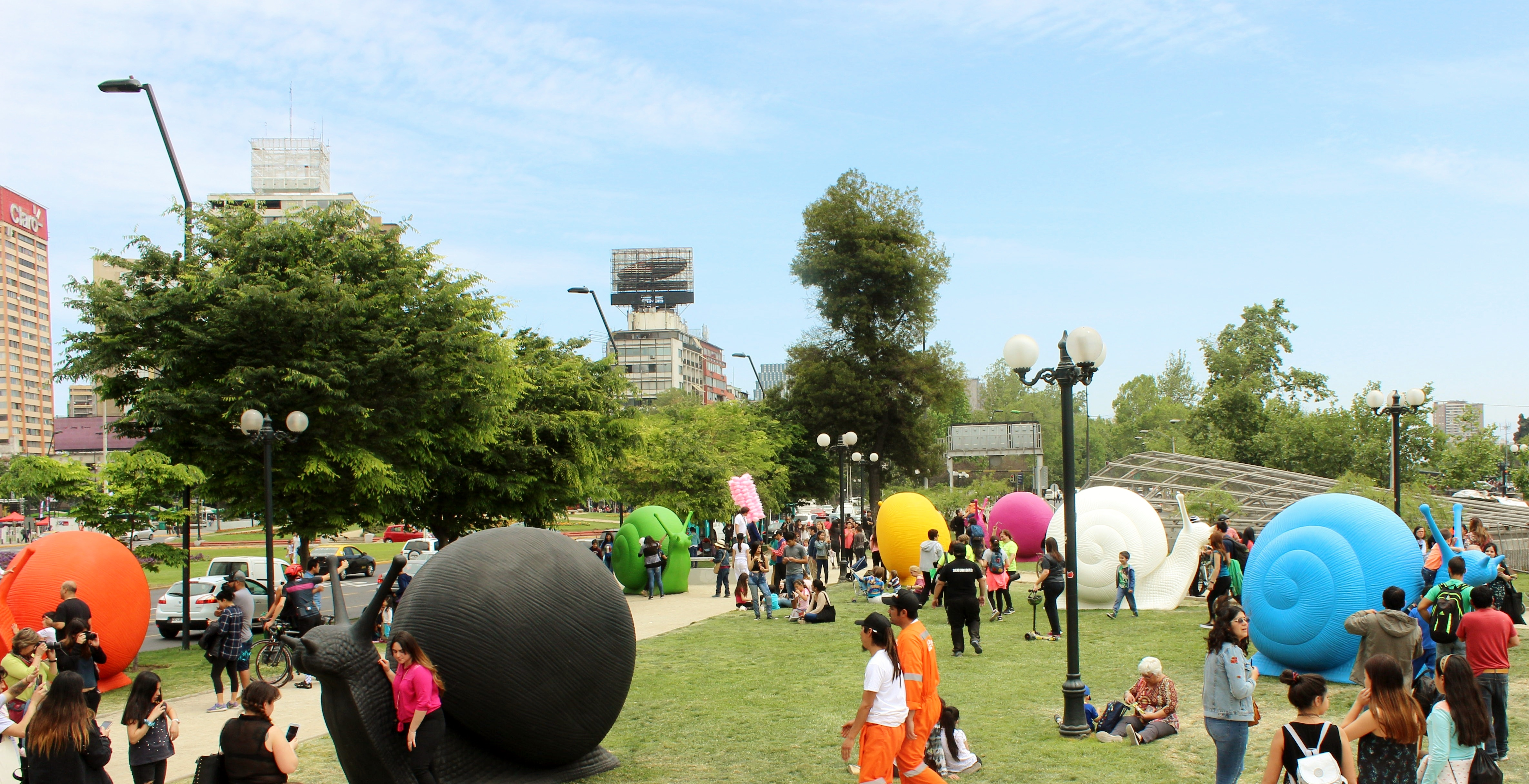
Invasione di chiocciole colorate a Santiago del Cile.

Il movimento della Cracking Art viene fondato da Omar Ronda, Alex Angi, Renzo Nucara, Carlo Rizzetti, Marco Veronese, Vittorio Valente e da Kicco. Omar Ronda, lascia il gruppo nel 2008 per proseguire un percorso individuale. Nel 2001, per un solo anno, entra a far parte del gruppo Alessandro Pianca. Nel 2003 si unisce il belga William Sweetlove.
I membri, ad oggi, di Cracking Art sono Alex Angi, Kicco, Renzo Nucara, William Sweetlove e Marco Veronese, espongono in Italia e all'estero opere e installazioni, costituite principalmente da riproduzioni di animali in plastica rigenerata/rigenerabile inserite in luoghi di passaggio come strade, piazze, città e con varie mostre in musei e rassegne d'arte contemporanea.
Le prime manifestazioni che richiamano le "esperienze della land art", mettendo in relazione natura e umanità, "gli elementi dello sviluppo spontaneo e le forzature della progettazione tecnologica". In seguito il gruppo si rivolge alla pop art e al graffitismo: "da questi due movimenti gli artisti ereditano l'affollamento e la ridondanza dei segni, il gusto per l'esagerazione, la voglia di stupire, il legame strettissimo con le vicende della società", cui aggiungono l'attenzione alla natura, agli animali ed all'ambiente.
Anche se "l'impegno ecologista propriamente detto sarebbe emerso proprio dall'unione delle forze, dall'incontro e dallo scambio", già prima di formare il gruppo gli artisti sono impegnati a "giocare sull'incerto connubio di naturale e artificiale, cioè di vero e falso, di ricostruzione sintetica della natura, di alterazione e metamorfosi, dalle connotazioni sia estetiche sia tecnologiche".
Ancora prima di ideare il manifesto, quindi, gli artisti della Cracking Art intuiscono l'importanza dell'impegno sociale attraverso l'arte e lo traducono fin dal 1992 con la creazione dei "granchi d'oro di Paraxo, che si arrampicavano sulle rovine del castello di Andora", anticipando "i maiali di Delvoye e della Trockel, lo squalo di Hirst, i cani di Cattelan". "Ai granchi seguono i pesci, installati in forma di un gigantesco S.O.S. alla galleria Sperone, poi i delfini e i gabbiani a Firenze, poi ancora i delfini a Milano e Bologna", costituiti di una "plastica che non nasconde la sua rabbia per quanto succede nel mondo". Infatti "per la Cracking Art la ricerca artistica è anche e soprattutto una presa di coscienza della situazione ambientale del pianeta", portata avanti attraverso un linguaggio immediatamente comprensibile da tutti.
Dall'inizio degli anni Novanta, "scattano le azioni Cracking Art propriamente dette, troppe per essere ricordate tutte, anche brevemente. Interventi e performance si susseguono a ritmo sempre più serrato, toccando temi di attualità scottante e d'interesse generale, dall'ingegneria genetica alla clonazione, il riciclaggio dei rifiuti, la devastazione nucleare, la proliferazione dell'imprevisto". Ad esempio SOS World nel 2001 comporta "l'invasione della XLIX Biennale di Venezia da parte di migliaia di tartarughe dorate". La tartaruga è "garante di longevità e saggezza, ma spesso vittima innocente falcidiata dalle eliche dei motoscafi, perseguitata per il suo carapace apprezzato da signore eleganti e disturbata da turisti curiosi nel suo delicato ciclo riproduttivo".
Le millecinquecento tartarughe esposte alla quarantanovesima Biennale di Venezia del 2001, destinate "a diventare il Leitmotiv della prima Biennale del nuovo millennio", sono "sculture iperrealiste e pop al medesimo tempo, riunite in un'unica grande installazione composta da centinaia di gruppi d'individui più o meno numerosi" attraverso cui gli artisti "riportano i discorsi sulla forma, sul senso e sui destini della creazione" nell'ambito del problema ambientale. Come già Joseph Beuys intendono "accogliere nel mondo della quotidianità le idee dell'arte".
Poiché "la Cracking (...) non tollera cornici, (...) si installa spesso fra piazze e autostrade", fra i suoi antecedenti si può indicare il Dada, i cui esponenti sono stati "sostenitori di un linguaggio altamente caustico, corrosivo e totalizzante" e da cui la Cracking Art deriva "l'attitudine antidogmatica e desacralizzante". Del resto proprio in un contesto vicino al dadaismo si manifesta un "serio esempio di coscienza ecologista": la rivista Tropiques fondata negli anni trenta dalla martinicana Suzanne Césaire, insieme al gruppo "di Dyn, periodico surrealista diretto da Wolfgang Paalen e stampato in Messico durante la guerra".
Ancora fra gli antecedenti la Cracking Art ha in comune con Pinot Gallizio "l'irregolarità, il bisogno di sperimentazione", l'utilizzo di materiali eterogenei, "l'insofferenza nei confronti del disimpegno individualista dell'arte e degli artisti, nei confronti dei rituali del sistema e le modalità di creazione del valore". Inoltre come Fluxus e "la sua sistematica prassi di sovversione provocatoria" pone "una domanda, spesso difficile, sui rituali, le abitudini, i tabù, la violenza sociale sistematica e organizzata".
"A parte il precedente dei cavalli veri portati da Kounellis all'Attico nel '67, che (...) anticipa un'azione di Ronda e compagni", "affinità elettive più significative si rintracciano in (...) Piero Gilardi (...) e Aldo Mondino", con cui hanno in comune "la passione per il colore, i materiali eterodossi, le armi improprie".
Fra gli antecedenti "fondamentale", infine, il Nouveau Réalisme, i cui artisti sono fra i primi a porsi "il problema del riciclaggio negli anni sessanta, rivolgendo lo sguardo ai rifiuti, agli scarti industriali ed elaborando grazie a essi una nuova idea di scultura": la Cracking Art "cavalca questa sensibilità e versatilità lungamente rinnovate colmandole di un contenuto fondamentale come l'emergenza ecologica" e la selezione di specie animali in via di estinzione "per progettare azioni dal fortissimo impatto", che costituiscono "scelte simboliche".

## Origini del nome
Il termine Cracking deriva dal verbo inglese to crack, traducibile con "schioccare", "spaccarsi", "cedere".
La scelta di questo nome indica sia le intenzioni di proporsi come innovazione e rottura all'interno della storia dell'arte, sia il divario di fondo tra la materia naturale e quella artificiale, tra il materiale organico e quello sintetico. Quest'ultima contrapposizione in particolare si riflette nella scelta dei materiali (plastica riciclata) e quindi nell'impegno sociale e ambientale del movimento.
"Il cracking catalitico è il processo tecnologico che trasforma la sostanza organica in sintetica. Una rottura, un'alterazione permanente nell'ordine strutturale della materia". Gli artisti del gruppo "focalizzano l'attenzione sull'elemento chiave che determina l'articolazione del potere su questo pianeta - il petrolio" e lo considerano dal proprio peculiare punto di vista: "né buono né cattivo", "deposito della memoria di tutta la sostanza organica del pianeta", pertanto "il residuo limitato e non rinnovabile di ciò che è stato vivo. La plastica, dedotta dal petrolio attraverso il processo di cracking, [ne] conserva in forma sintetica (tecnologicamente congelata) tutte le caratteristiche". Nemmeno la plastica dunque è cattiva: "cattivo o buono può essere solo l'uso che se ne fa".
Nella concezione del gruppo la plastica, provenendo dal petrolio, "proviene in realtà dalla natura stessa": il "cracking smonta la catena chimica che compone il petrolio, l'arte rimonta la memoria contenuta" attraverso un "percorso opposto a quello del cracking".

## Il Manifesto
La Cracking Art si propone di modificare le regole dell'arte, con un continuo riferimento alla contemporaneità, non solo artistica ma anche storica e culturale. Nodo importante è la natura, da difendere e salvare anche attraverso l'uso del linguaggio artistico.
"Manifesto del terzo millennio - Biella, Italia, 1º gennaio 2001 -
1. L'Arte è importante come la nostra stessa vita
2. Vogliamo cambiare i codici dell'Arte futura
3. Non esiste Arte e vita senza una natura integra
4. Siamo uomini del presente e vogliamo che il nostro lavoro interpreti le problematiche contemporanee
5. L'Arte e la cultura sono l'unica possibilità di salvezza del mondo e dell'umanità
6. Siamo nemici dell'ipocrisia, della congiura, del sospetto
7. La nostra materia elettiva è la 'Plastica' contenitore di tutto il vissuto del pianeta, naturale/artificiale, antica/futuribile, noi cerchiamo in lei le arcaiche origini antropologiche, vegetali, animali, per costruire una nuova iconografia
8. Abbiamo scelto la definizione 'Cracking' per il nostro lavoro perché indica la scissione molecolare tra naturale e artificiale
9. Lotteremo per la difesa della natura e dell'uomo con tutte le nostre forze
10. Vogliamo lasciare un mondo migliore di quello che abbiamo trovato

Firmano questo manifesto: Omar Ronda, Renzo Nucara, Marco Veronese, Alex Angi, Carlo Rizzetti, Kicco, Alessandro Pianca".

## Attività del gruppo
"La dimensione corale del gruppo non limita l'espressione individuale" e ciascuno degli artisti interpreta in maniera autonoma le problematiche contemporanee. Ad esempio Kicco crea "cornici intarsiate, dorate e rivestite di silicone", Renzo Nucara realizza "reperti organici artificiali" attraverso la rielaborazione di granulati plastici; Marco Veronese "propone fossili sintetici" colorati; il francese Alex Angi "è un artista dell'immondizia"; il belga Carlo Rizzetti produce composizioni di fiori di plastica, "prototipi sperimentali di una realtà simulata".
Tuttavia le creazioni nate in seno alla Cracking Art sono frutto di una particolare "modalità di lavoro di gruppo" che prevede lunghi scambi di opinioni fra gli artisti, prima per la determinazione del soggetto, e successivamente per la realizzazione del prototipo.
Utilizzando una "modalità produttiva che volutamente mette in gioco il processo industriale" con la precisa intenzione di "modificare la percezione e le regole del fare Arte", il gruppo si serve di stampi industriali generalmente destinati alla produzione di "vari generi d’uso, come le automobili".
Attraverso la "duttilità, malleabilità e cromaticità" della materia plastica nascono animali dotati di significati resi attraverso parole chiave prestabilite, come ad esempio la "rigenerazione, casa, comunicazione istantanea" per la chiocciola, o la "collaborazione, osservazione, adattamento" per il suricato.

### L'Arte Rigenera l'Arte
Dal 2012 è attivo il progetto "L’Arte che Rigenera l’Arte", con il quale il gruppo Cracking, spostando "la dicotomia naturale/artificiale su contemporaneo/antico" e considerando "dovere di un artista contemporaneo contribuire al mantenimento dell’arte e della sua memoria", realizza piccole sculture o per una raccolta fondi destinata al "restauro di monumenti e opere d’arte o a sostegno di progetti sociali e culturali meritevoli". Hanno beneficiato del progetto, fra gli altri, il restauro della Guglia Maggiore del Duomo di Milano e quello del Portico di San Luca a Bologna.
Con il tempo arte e sostenibilità incontrano anche il mondo della moda per l'utilizzo consapevole della plastica.
Prima ancora di ideare il progetto "L’Arte Rigenera l’Arte", il gruppo Cracking ha svolto operazioni umanitarie "riciclando 17mila bottiglie di acqua minerale consumate dai milanesi nel 1995" e devolvendone il ricavato all'Associazione Sclerosi multipla.

## Alcune opere

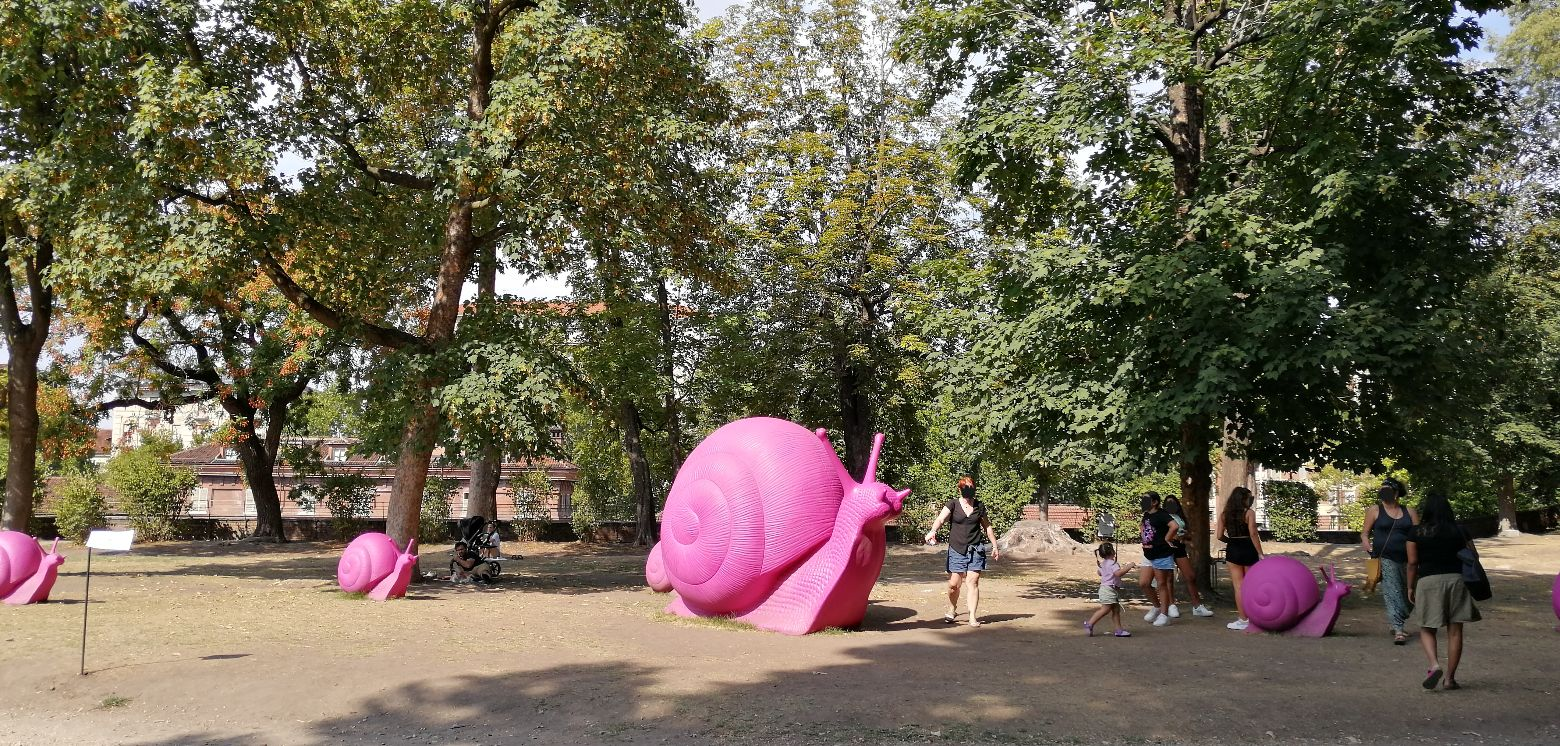
Giardini Reali superiori (Torino), 2022

Il gruppo ha eseguito oltre 400 installazioni e partecipato a molteplici esposizioni in Italia e in Europa, fra le quali:
- White Plastic Flight (1993) in Santa Maria degli Angeli a Firenze, con colorati pesci, crostacei e gabbiani - nel 2001 l'esposizione storica di bianchi voli tecnologici (a cura del Comune di Arezzo e del Ministero dell'ambiente).
- delfini sospesi all'aperto presso piazza del Duomo a Milano (1996)
- delfini rossi sospesi all'aperto in viale Ceccarini, Galleria Rosini a Riccione (2001)
- SOS World: Tartarughe alla XLI Biennale di Venezia (2001)[27]
- Sul filo della Lana (2005),[28] mostra a Biella di decine di pinguini azzurri con sciarpa rossa
- "Cracking Art, arte di rottura", installazione presso la Fondazione Mazzotta, Milano (2007)[29]
- Mostra Bestiale (2007)[28] presso il centro commerciale Oriocenter a Bergamo, con 4100 sculture giganti di animali tra cui coccodrilli rossi, delfini, gabbiani, tartarughe, orsi, pinguini
- Giardini Reali superiori (Torino), 2022Animal Cracking (2007)[28] presso il Chiostro del Bramante a Roma[30]
- Re-Production - Kampa Museum[31] - Praga - Repubblica Ceca - 2008[32]
- Chesa(n)remo, installazione a Sanremo in occasione del 59º Festival della Canzone - 2009
- Re-Wind, installazione permanente presso le Frecce Tricolori a Rivolto di Codroipo - 2009
- Cracking Art Group et Marc Jacobs, installazione ai Magasine Printemps, Parigi - 2009
- REgeneration, installazione dinamica, Milano, 2009
- REgeneration, installazione, Rimini, 2010
- REgeneration, installazione, Puteaux (Parigi), 2010
- REgeneration, installazione, Roma, 2010
- REgeneration, installazione, Miami, Florida 2010-2011
- Cracking Art, Peace Frog, 55ª Biennale di Venezia, Isola di S. Servolo, Venezia[33]
- Next Level. Antologica Cracking Art in Technicolor. L'arte rigenera l'arte, mostra, Bologna, 2014
- "Nido di Rondini" installazione di 20 Grandi Rondini nei cortili del Castello Sforzesco per il ciclo di mostre "Primavera di Milano" del Comune di Milano, in collaborazione con Castello Sforzesco, Italia Nostra e Must Gallery, Milano[34]
- REgeneration, installazione, Priolo Gargallo (Siracusa), 2015
- Regeneration Cleveland, installazione, Cleveland, Ohio (Usa), 2016[35]
- Calais REgénération, installazione, Calais (Francia), 2016[35]
- Cracking Art Limitless @Xintiandi, installazione presso il quartiere Xintiandi, Shanghai (Cina), 2016[35]
- Regeneration Rione Sanità, installazione in Piazza Sanità in occasione del Festival Sky Arte, Napoli, 2017[35]
- Regeneration Southampton, installazione presso Westquay Esplanade, Southampton (Regno Unito), 2017[35]
- La Natura che non c’era, prima installazione floreale, Tollegno, 2021[36]
- Sculture a colori, installazioni all'Aia dei Musei e nella città di Avezzano, 2021[37]
- Il nuovo Telegatto, statuetta a forma di gatto, 2022[38]